# Vidmantė Jasukaitytė
Vidmantė Jasukaitytė (* 10. Juli 1948 in Pumpučiai, Rajongemeinde Šiauliai; † 14. Juli 2018 in Klaipėda) war eine litauische Schriftstellerin und Politikerin, Gründerin von Lietuvos moterų sąjunga.

## Leben
Ab 1955 lernte sie in Voveriškiai und danach an der 5. Mittelschule Šiauliai. Nach dem Abitur 1966 an der 3. Abend-Mittelschule Šiauliai vidurinę mokyklą absolvierte sie von 1967 bis 1972 das Diplomstudium der litauischen Sprache und Literatur an der Fakultät für Philologie der Vilniaus universitetas. Sie arbeitete ab 16 Jahren, war Mitarbeiterin im „Minties“-Verlag in Vilnius. Ab 1990 war sie Mitglied im Seimas.
1970 erschien die erste Jasukaitytės-Publikation und 1976 das erste Poesie-Buch „Ugnis, kurią reikia pereiti“.
2002 wurde die Sammlung „Stebuklinga patvorių žolė“ ins Spanische übersetzt und in Madrid herausgegeben.
2018 starb sie im Universitätskrankenhaus Klaipėda.

## Auszeichnungen
- Zigmas Gėlė-Gaidamavičius-Literatur-Preis
- Juozas Paukštelis-Preis für Roman „Po mūsų nebebus mūsų“